# Bjalo pole
Bjalo pole (bulgariska: Бяло поле) är ett distrikt i Bulgarien.   Det ligger i kommunen Obsjtina Opan och regionen Stara Zagora, i den centrala delen av landet, 210 kilometer öster om huvudstaden Sofia.
Trakten runt Bjalo pole består till största delen av jordbruksmark. Runt Bjalo pole är det glesbefolkat, med 18 invånare per kvadratkilometer.